# Fernley
Fernley – miasto w Stanach Zjednoczonych, w stanie Nevada, w hrabstwie Lyon.